# 적극신앙단
적극신앙단(積極信仰團)은 일제강점기에 장로교와 감리교의 일부 목회자들이 함께 결성한 초교파 신앙운동 단체이다. 서양 선교사들의 권위주의에 반감을 품은 조선내 장로교, 감리교, 성결교 등 개신교회의 교파를 초월한 인사들이 가담하여 기독교계의 논란이 되기도 했다. 이 단체의 결성과 기독교 각 교파의 교단 본부의 장악을 둘러싼 일련의 갈등과 대립을 적극신앙단 사건이라고 부른다.

## 배경
적극신앙단의 결성은 흥업구락부와 밀접한 관련이 있었다. 1925년에 신흥우가 이승만과 논의하여 결성한 흥업구락부는 1930년대 들어서 내분 사태를 겪게 되었다. 이에 신흥우가 흥업구락부 내에 섞여 있던 비기독교 자본가 세력을 배제하고,순수 기독교인 중심의 신앙운동을 추구하고자 적극신앙단을 결성하게 되었다.
흥업구락부는 기독교, 천도교, 유교, 자유주의자 등 다양한 세력이 참여하게 되자 흥업구락부 내 일부 기독교인들은 기독교인들만의 모임을 결성해야 된다는 주장을 하였고, 신흥우는 흥업구락부 활동에 관여하면서도 기독교인들만의 독자적인 모임의 조직을 구상하였다. 또한 조선에 파견된 미국인, 영국인, 프랑스인 기독교선교사들의 조선인들에 대한 공공연한 무시와 멸시 역시 서양인 선교사들에 대항할 조직의 결성 목소리를 높였다.
흥업구락부와 마찬가지로 경성부와 경기도 출신인 기호 지역 세력이 중심이 되어 서북세와는 대립했다. 이는 적극신앙단의 또다른 측면인, 서북 지역 출신의 개신교 주류와 이들의 배후에 있던 외국인 선교사들의 영향력에서 벗어나고자하는 움직임과 연결되었다. 이는 적극신앙단 출범 직후, 감리교, 장로교, 성결교 등 교파를 초월한 조선개신교회 인사들의 포괄적인 참여로 나타났다.

## 참가자
1932년에 조선기독교청년회연합회 총무로 재직하던 신흥우가 주도하여 조직하였다. 자유주의 성향의 신앙운동을 기반으로 사회운동과의 결합을 추구하였으며, 적극신앙단이라는 이름은 신앙의 적극적 표현을 목표로 하는 데서 나온 이름이다.
감리교에서는 신흥우, 정춘수, 유억겸, 신공숙, 김인영, 박인덕, 박연서, 구자옥 등이, 장로교에서는 함태영, 최거덕, 최석주, 전필순, 홍병덕, 김영섭 등이 참여했다. 참가자 가운데는 조선기독교청년회연합회와 관련 있는 인물이 다수 포함되어 있었다. 이들은 신앙의 자유와 함께 자유로운 성서 해석 등을 주장하였다.

## 신앙선언
적극신앙단이 표방한 신앙선언 5개조는 다음과 같다.
1. 나는 자연과 역사와 예수와 경험 속에 계시되는 하나님을 믿는다.
2. 나는 하나님과 일치되는 것과, 악과 싸워 이기는 것이 인간생활의 제1원리라고 믿는다.
3. 나는 성별에 관계없이 인간의 권리·의무·행위에 있어서 완전한 평등이 있어야 하며 다른 사람에게 방해되지 않는 한에서 완전한 자유가 있어야 한다고 믿는다.
4. 나는 새로운 사회의 건설을 위하여 개인적 취득동인을 고상한 기여동인으로 대치하여야 한다고 믿는다.
5. 나는 사회가 모든 사람에게 경제적 문화적 정신적 생활에 있어서 '승등적(昇登的) 균형과 안전'을 보장하여야 한다고 믿는다.

## 해체
적극신앙단의 신앙운동은 조선기독교청년회연합회의 조직을 동반하여 진행되었다. 당시 조선총독부 경무국의 문서를 근거로,  적극신앙단이 히틀러의 파시즘과 기독교 정책에 영향 받은 것으로 분석하는 경우도 있다.
그러나 적극신앙단은 개신교계의 고질적인 서북-기호 대립 구도 속에서 보수주의 파벌의 주류를 이루고 있던 서북계의 반발로 다수의 지지를 얻지 못하고, 교회의 분열과 갈등을 초래하는 결과를 낳았다. 특히 조선예수교장로회에 의해 이단으로 규정되면서 어려운 처지에 놓이게 되었다.
이후 신흥우 계열의 인물이었던 윤치호와 양주삼이 적극신앙단을 비판하는 쪽으로 돌아서고, 중일 전쟁을 앞둔 일본 제국이 모든 종류의 결사 조직에 대하여 극심한 경계심을 보이며 통제 체제를 강화면서 해체되었다. 윤치호는 적극신앙단 단원들이 《기독신보》를 가지고 교활한 계략을 부렸다며, 이 단체가 비밀결사의 파쇼 단체라고 격렬히 비난하였다.

## 기타
이 사건을 계기로 서양인 선교사들의 조선인 교회 지도자들에 대한 무시와 멸시는 사라졌다. 그러나 오긍선 등 초기 기독교 지도자들이 서양인 선교사들을 고압적이고 권위적으로 다루어, 서양인 선교사들이 본국의 감리교, 장로교, 성결교 본부에 조선인들을 다루기 힘들다는 호소가 계속되어 문제가 되기도 했다.
윤치호 등은 무교회주의와 함께 적극신앙단 등을 적극 경계하였다.

## 같이 보기
- 흥업구락부
- 신흥우
- 함태영
- 박인덕
- 유억겸
- 전필순
- 무교회주의

## 참고자료
- 민경배 (1972년 12월). “적극신앙단이 한국민족교회형성과정에서 끼친 영향범위에 관한 연구”. 《기독교사상》 (제175호): 55~61쪽.